# Lutz Dombrowski
Lutz Dombrowski (ur. 25 czerwca 1959 w Zwickau) – wschodnioniemiecki lekkoatleta skoczek w dal, mistrz olimpijski z Moskwy z 1980.
Zwyciężył w skoku w dal w finale Pucharu Europy w 1979 w Turynie. Na igrzyskach olimpijskich w 1980 w Moskwie odniósł swój życiowy sukces zdobywając złoty medal. Wynik Dombrowskiego z finału igrzysk – 8,54 m, był wówczas drugim rezultatem w historii po skoku Boba Beamona (8,90 m w 1968) i rekordem Europy. Do tej pory (sierpień 2024) jest to rekord Niemiec na otwartym stadionie.
Dombrowski zdobył również złoty medal podczas mistrzostw Europy w 1982 w Atenach wynikiem 8,41 m. Był mistrzem NRD na otwartym stadionie w 1979 i 1984, wicemistrzem w 1982 i 1985 oraz brązowym medalistą w 1986. W hali był mistrzem w 1980 i wicemistrzem w 1984. Startował w klubie SC Karl-Marx-Stadt.
Od 1979 był przez 8 lat agentem informatorem Stasi.